# Paul Bissonnette
Paul Albert Bissonnette (* 11. März 1985 in Welland, Ontario) ist ein ehemaliger kanadischer Eishockeyspieler. Der Flügelstürmer bestritt während seiner von 2005 bis 2017 andauernden Profikarriere unter anderem über 200 Partien für die Pittsburgh Penguins und die Phoenix Coyotes in der National Hockey League. Überwiegend kam der  Enforcer allerdings in der American Hockey League zum Einsatz und gewann dort mit den Manchester Monarchs im Jahre 2015 den Calder Cup.

## Karriere
Paul Bissonnette begann seine Karriere als Eishockeyspieler in der kanadischen Juniorenliga Ontario Hockey League, in der er von 2001 bis 2005 für die North Bay Centennials, Saginaw Spirit und Owen Sound Attack aktiv war. In diesem Zeitraum wurde er im NHL Entry Draft 2003 in der vierten Runde als insgesamt 121. Spieler von den Pittsburgh Penguins ausgewählt.
Nachdem der Verteidiger in seinen ersten drei Jahren im Franchise der Pittsburgh Penguins ausschließlich für deren Farmteams, die Wilkes-Barre/Scranton Penguins in der American Hockey League und die Wheeling Nailers in der ECHL, zum Einsatz kam, gab er in der Saison 2008/09 sein Debüt in der National Hockey League für Pittsburgh. In seinem Rookiejahr gab der Linksschütze in 15 Spielen eine Vorlage, spielte jedoch hauptsächlich erneut für Wilkes-Barre in der AHL. Für die Saison 2009/10 wurde Bissonnette von den Phoenix Coyotes verpflichtet, für die er bis zum Saisonende 2013/14 aktiv war.
Während der Vorbereitung auf die Saison 2014/15 konnte Bissonnette vorerst keinen neuen Arbeitgeber finden, sodass er sich im Oktober 2014 erneut den Cardiff Devils anschloss, bei denen er bereits den Lockout der Saison 2012/13 verbracht hatte. Allerdings konnte er dieses Arbeitsverhältnis sofort beenden, wenn er einen Vertrag bei einem Team aus NHL der AHL unterschrieb. Dies geschah zwei Tage später, als er einen Probevertrag (try-out contract) bei den Portland Pirates aus der AHL unterzeichnete, dem Farmteam der Arizona Coyotes, seinem letzten NHL-Team. Nach acht Spielen in Portland wurde sein Vertrag nicht verlängert, sodass er im Dezember 2014 in den Manchester Monarchs (ebenfalls AHL) einen neuen Arbeitgeber fand. Dort wurde sein anfänglicher Probevertrag verlängert, sodass er am Saisonende mit den Monarchs den Calder Cup gewann.
Er blieb dem Team erhalten, als es nach Kalifornien umgesiedelt wurde und fortan unter dem Namen Ontario Reign firmiert. Nach der Spielzeit 2016/17 beendete der Angreifer seine aktive Karriere, in der er insgesamt über 200 NHL-Partien bestritten hatte. Anschließend kehrte Bissonnette in die Organisation der Coyotes zurück und fungiert dort unter anderem als Kommentator bzw. Analyst bei Radio-Übertragungen. Zudem betreibt er gemeinsam mit seinem ehemaligen Teamkollegen Ryan Whitney den Podcast „Spittin’ Chiclets“. Ebenso ist er – unter anderem gemeinsam mit Whitney und Keith Yandle – Besitzer der Greensboro Gargoyles aus der ECHL.

### International
Für Kanada nahm Bissonnette an der U18-Junioren-Weltmeisterschaft 2003 teil, bei der er mit seiner Mannschaft Weltmeister wurde.

## Erfolge und Auszeichnungen
- 2003 Teilnahme am CHL Top Prospects Game
- 2007 Teilnahme am ECHL All-Star Game
- 2015 Calder-Cup-Gewinn mit den Manchester Monarchs

### International
- 2002 Goldmedaille beim U-18 World Junior Cup
- 2003 Goldmedaille bei der U18-Junioren-Weltmeisterschaft

## Karrierestatistik

### International
Vertrat Kanada bei:
- U-18 World Junior Cup 2002
- U18-Junioren-Weltmeisterschaft 2003

(Legende zur Spielerstatistik: Sp oder GP = absolvierte Spiele; T oder G = erzielte Tore; V oder A = erzielte Assists; Pkt oder Pts = erzielte Scorerpunkte; SM oder PIM = erhaltene Strafminuten; +/− = Plus/Minus-Bilanz; PP = erzielte Überzahltore; SH = erzielte Unterzahltore; GW = erzielte Siegtore; 1 Play-downs/Relegation; Kursiv: Statistik nicht vollständig)